# Bojana Šaljič
Bojana Šaljič Podešva, slovenska skladateljica elektroakustične in akustične glasbe, * 1978, Maribor

## Življenjepis
Bojana Šaljič Podešva je študij kompozicije vpisala leta 1996 pri Marku Mihevcu na Akademiji za glasbo v Ljubljani in ga uspešno zaključila leta 2001. Svojo študijsko pot je nadaljevala s podiplomskim študijem elektroakustične glasbe v razredu Dietra Kaufmanna na Univerzi za glasbo in upodabljajočo umetnost na Dunaju, dodatno pa se je izobraževala še pri Brunu Liberdi, Wolfgangu Mittererju, Françoise Barriere in Richardu Boulangerju.
Že med študijem in po njem so bila njena dela predstavljena na mnogih domačih in mednarodnih festivalih, prejela pa je tudi mnoge nagrade in štipendije. Povabljena je bila na številne rezidence, med drugim v Švico, na Švedsko in v Francijo.
Od leta 2003 deluje kot samostojna usvarjalka na področju kulture in je članica Društva slovenskih skladateljev, v zadnjem času pa živi in ustvarja v Ajdovščini. Pretežno se osredotoča na elektroakustično glasbo in komponira večkanalne skladbe za trak in skladbe, ki vključujejo obdelavo zvoka živih instrumentov v realnem času. Poleg samostojnih glasbenih del, pisanih za koncertne situacije, ustvarja še glasbo za dramsko in lutkovno gledališče, za plesne predstave, film ter druge avdio-vizualne projekte.
Pri svojem ustvarjanju je sodelovala že z mnogimi glasbeniki (Aldo Kumar, Gregor Zemljič), režiserji (Silvan Omerzu, Janez Pipan), plesalkami (Katja Kosi, Ann Adamović, Mojca Klemenčič) ter multimedijskimi ustvarjalci (Boštjan Bugarič in Miloš Bartol, skladateljičina sočlana v umetniški skupini C3). Svojo glasbo je med drugim prispevala za filme Mirana Zupaniča, Marka Cafnika, Robija Černelča in Ullricha Kaufmana.